# 奧伊爾區
49°14′24″N 54°27′00″E / 49.24000°N 54.45000°E

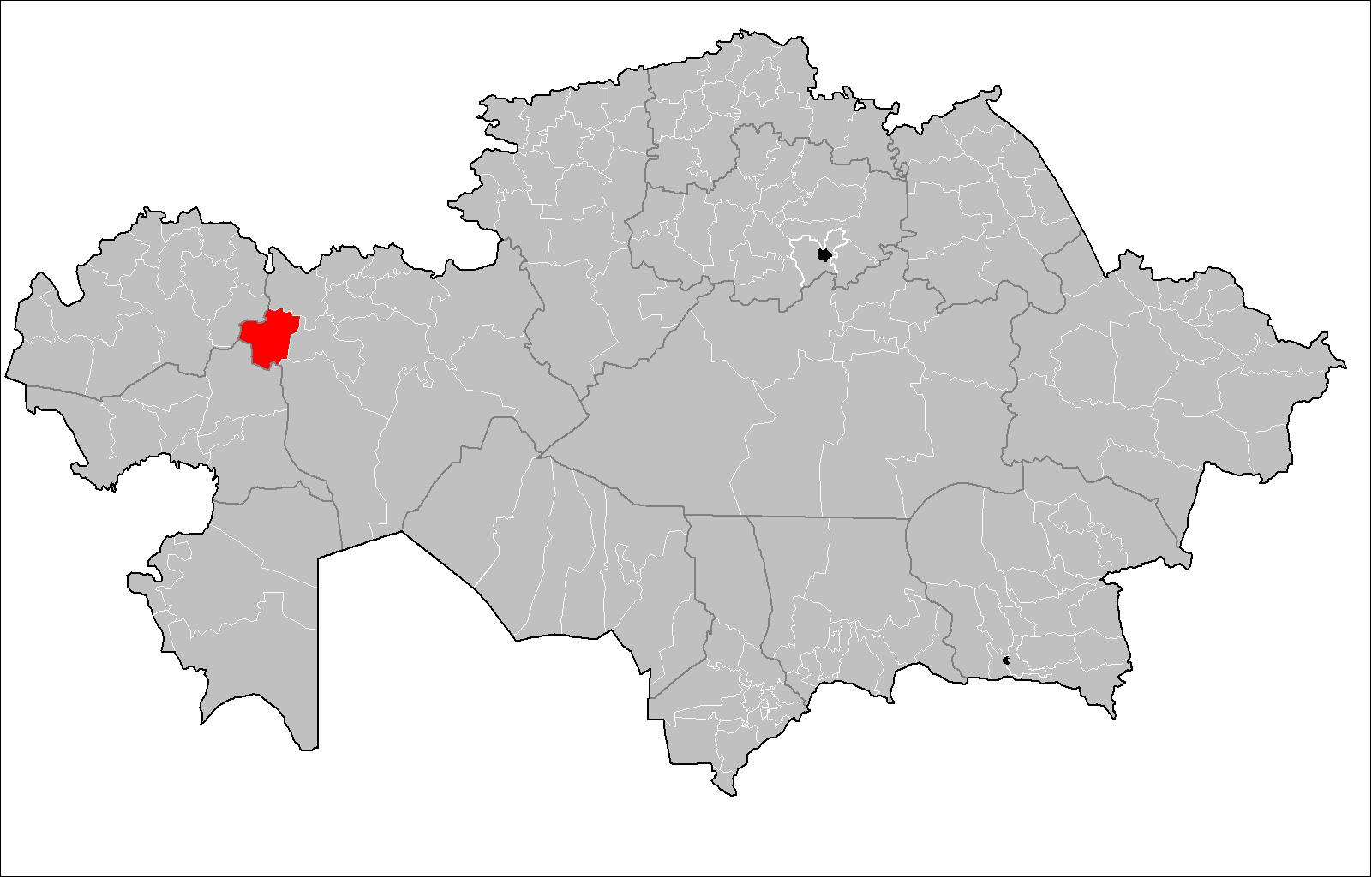

奧伊爾區是哈薩克斯坦的行政區，位於該國中西部，由阿克托貝州負責管轄，首府設於奧伊爾，始建於1930年，面積11,500平方公里，2019年人口18,651。